# Let Poland be Poland
Let Poland be Poland (Laat Polen Polen zijn) - een televisieprogramma geregisseerd door Marty Pasett, geproduceerd door het International Communications Agency van de Verenigde Staten in samenwerking met het Amerikaanse ministerie van Defensie. Het werd uitgezonden op 31 januari 1982. 

## Geschiedenis
Het programma werd bekeken door 185 miljoen kijkers in 50 landen over de hele wereld. De Voice of America heeft 39 taalversies geproduceerd. Het programma werd ook uitgezonden door Radio Free Europe, Radio Liberty en Radio France Internationale. 
Let Poland be Poland is een verslag van de gebeurtenissen van 30 januari 1982. Deze dag werd uitgeroepen tot de Internationale Dag van Solidariteit met Polen.
Het programma werd gepresenteerd door Charlton Heston. Het programma werd onder meer bijgewoond door: Romuald Spasowski, Zbigniew Rurarz, Adam Makowicz, Czesław Miłosz, Mstisław Roztropowicz, Kirk Douglas, Max von Sydow, James A. Michener, Henry Fonda, Glenda Jackson, Benny Andersson, Agnetha Fältskog, Anni-Frid Lyngstad, Paul McCartney, Björn Ulvaeus, Orson Welles, Madeleine Albright. Het lied "Ever Homeward" (Pools "Free Hearts") werd gezongen door Frank Sinatra (het fragment werd gezongen in het Pools).
Tijdens het programma werden landenleiders en politici benaderd om hun uitspraken te doen. Het waren onder andere president van de Verenigde Staten Ronald Reagan, premier van het Verenigd Koninkrijk Margaret Thatcher, Eerste Minister van Portugal Francisco Pinto Balsemão, bondskanselier van Duitsland Helmut Schmidt, premier van IJsland Gunnar Thoroddsen, premier van België Wilfried Martens, premier van Japan Zenkō Suzuki, premier van Italië Arnaldo Forlani, premier van Noorwegen Kåre Willoch, premier van Canada Pierre Trudeau, premier van Turkije Bülent Ulusu, premier van Luxemburg Pierre Werner, premier van Spanje Adolfo Suárez, president van Frankrijk François Mitterrand, voorzitter van het Amerikaanse Huis van Afgevaardigden Tip O'Neill, leider van de meerderheid van de Amerikaanse Senaat Howard Baker, senator, lid van de Senaatscommissie voor Buitenlandse Zaken Clement Zablocki.
De politici richtten zich op kritiek op de autoritaire Poolse autoriteiten en de autoriteiten van de Sovjet-Unie, steunbetuigingen voor de Poolse natie, solidariteit met de onderdrukten en toezeggingen van hulp, inclusief materiële hulp. 
Demonstraties van steun voor Polen uit verschillende steden van de wereld werden ook opnieuw uitgezonden: New York, Londen, Brussel, Tokio, Lissabon, Sydney, Washington, Toronto, Chicago.
De naam van het programma verwijst naar het lied van Jan Pietrzak "Let Poland be Poland". In Polen werd dit programma op 13 december 2011 voor het eerst uitgezonden door TVP Historia.